# チャド・コルデロ
チャド・パトリック・コルデロ（英: Chad Patrick Cordero, 1982年3月18日 - ）は、アメリカ合衆国カリフォルニア州アップランド出身の元プロ野球選手（投手）。右投右打。

## 経歴
カリフォルニア州チノに在るドン・アントニオ・ルーゴ高校を卒業からまもなくして、2000年のMLBドラフト26巡目（全体769位）でサンディエゴ・パドレスから指名を受けるが、入団せずカリフォルニア州立大学フラトン校へ入学する。メンズ・カレッジ・ワールドシリーズを4度制した強豪の同校野球部でコルデロは抑え投手を務め、3年間で12勝8敗34セーブを記録し、チームを2度のメンズ・カレッジ・ワールドシリーズ出場へ導いた。
2003年にMLBドラフト1巡目（全体20位）でモントリオール・エクスポズから指名を受け入団。傘下のA+級ウィルミントン・ブルーロックスでプロデビュー。19試合に登板すると、8月30日にはAA級・AAA級を飛ばしてメジャーデビューした。ドラフト指名されたのは6月3日で、メジャーデビューまでは2カ月と27日しか経っていない。9月18日の対ニューヨーク・メッツ戦ではメジャー初セーブを記録している。
2004年は開幕からミドルリリーフとして起用され、6月6日までに27試合に登板し、1勝1敗8ホールド、防御率2.18の成績を記録した。この活躍を受け6月8日、フランク・ロビンソン監督はコルデロを、不調のロッキー・ビドルに替わる抑えに指名した。抑え投手としての初セーブは6月19日のホワイトソックス戦。このシーズンは球団新人記録を4セーブ上回る14セーブを記録した。
チームがワシントンD.C.へ移転した2005年には、47セーブを記録。これは1993年にジョン・ウェッテランドが記録した43セーブを上回る球団新記録であり、この年のリーグ最多でもあった。また、6月の1カ月間で15セーブを記録し同月のメジャー最多記録に並ぶなど、記録ずくめの1年となった。オールスターゲームにも初選出されている。
翌2006年のシーズン前に開催されたワールド・ベースボール・クラシックでもアメリカ合衆国代表に選出。しかし大会終了後に開幕したMLBレギュラーシーズンでは前年からセーブ数を18減らし、防御率も1.37悪化したが残留した。
2007年は、シーズン序盤こそ病を患った祖母が心配で野球に集中できず、15登板でセーブ失敗4、防御率4.70と不振に陥ったものの、見舞い休暇から復帰後は61登板で33セーブ・防御率3.02と立ち直った。6月12日のオリオールズ戦でセーブを記録し、フランシスコ・ロドリゲスに次いで史上2番目の若さとなる25歳86日での通算100セーブを達成した。しかし、2008年は肩の故障で6試合の登板に終わりFAとなった。
2009年3月12日、シアトル・マリナーズとマイナー契約。2010年6月、引退したケン・グリフィー・ジュニアに代わってメジャーに昇格し、2008年4月以来のメジャー登板を果たした。
2011年はトロント・ブルージェイズのマイナー契約を結ぶが、メジャー昇格を果たせないまま6月20日に現役引退を表明した。

## 選手としての特徴

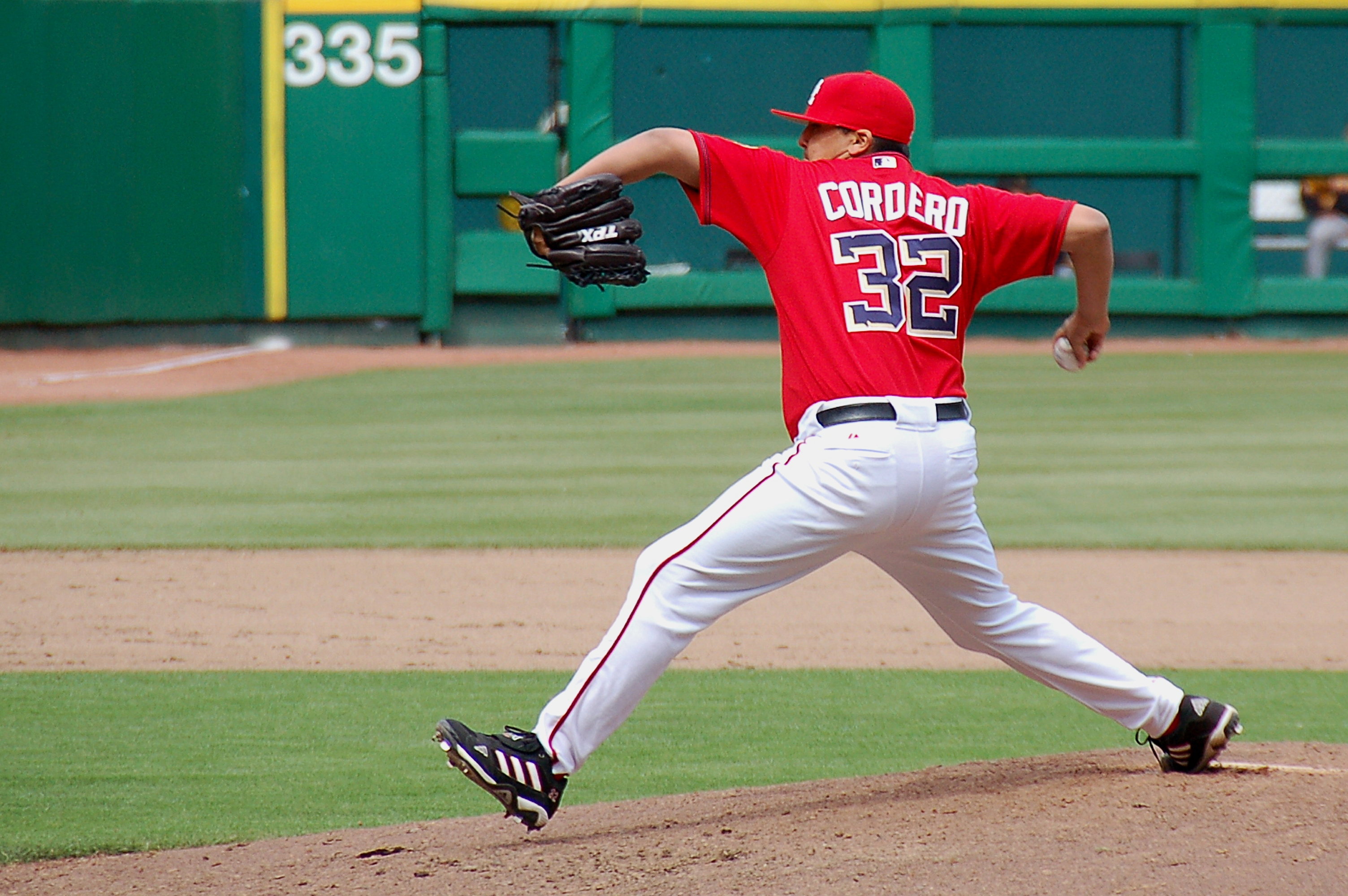
ワシントン・ナショナルズ時代
（2008年7月6日）

持ち球は速球、スライダー、チェンジアップ。速球の球速は平均90mph（約144.8km/h）超、最速でも95mph（約152.9km/h）と、抑え投手の中では決して速くはない。スライダーは曲がりが小さく鋭い。これらを制球よく投げ分けて打者を打ち取る。メジャー5年間の通算GO/AO（フライアウトとゴロアウトの比率。数字が1より高ければゴロが多く、低ければフライが多い）は0.66と、飛球で打ち取る割合が高い。

## 人物
大学時代に人望が厚く、チームメートから「チーフ」とニックネームが付けられた。

## 詳細情報

### 年度別投手成績
| 年 度    | 球 団    | 登 板 | 先 発 | 完 投 | 完 封 | 無 四 球 | 勝 利 | 敗 戦 | セ 丨 ブ | ホ 丨 ル ド | 勝 率 | 打 者 | 投 球 回 | 被 安 打 | 被 本 塁 打 | 与 四 球 | 敬 遠 | 与 死 球 | 奪 三 振 | 暴 投 | ボ 丨 ク | 失 点 | 自 責 点 | 防 御 率 | W H I P |
| -------- | -------- | ----- | ----- | ----- | ----- | -------- | ----- | ----- | -------- | ----------- | ----- | ----- | -------- | -------- | ----------- | -------- | ----- | -------- | -------- | ----- | -------- | ----- | -------- | -------- | ------- |
| 2003     | MON WSH  | 12    | 0     | 0     | 0     | 0        | 1     | 0     | 1        | 1           | 1.000 | 40    | 11.0     | 4        | 1           | 3        | 1     | 0        | 12       | 1     | 0        | 2     | 2        | 1.64     | 0.64    |
| 2004     | MON WSH  | 69    | 0     | 0     | 0     | 0        | 7     | 3     | 14       | 8           | .700  | 357   | 82.2     | 68       | 8           | 43       | 4     | 1        | 83       | 5     | 0        | 28    | 27       | 2.94     | 1.34    |
| 2005     | MON WSH  | 74    | 0     | 0     | 0     | 0        | 2     | 4     | 47       | 0           | .333  | 300   | 74.1     | 55       | 9           | 17       | 2     | 2        | 61       | 0     | 0        | 24    | 15       | 1.82     | 0.97    |
| 2006     | MON WSH  | 68    | 0     | 0     | 0     | 0        | 7     | 4     | 29       | 0           | .636  | 307   | 73.1     | 59       | 13          | 22       | 5     | 3        | 69       | 0     | 0        | 27    | 26       | 3.19     | 1.10    |
| 2007     | MON WSH  | 76    | 0     | 0     | 0     | 0        | 3     | 3     | 37       | 1           | .500  | 321   | 75.0     | 75       | 8           | 29       | 3     | 0        | 62       | 5     | 1        | 31    | 28       | 3.36     | 1.39    |
| 2008     | MON WSH  | 6     | 0     | 0     | 0     | 0        | 0     | 0     | 0        | 1           | ----  | 22    | 4.1      | 6        | 0           | 3        | 1     | 0        | 5        | 1     | 0        | 1     | 1        | 2.08     | 2.08    |
| 2010     | SEA      | 9     | 0     | 0     | 0     | 0        | 0     | 1     | 0        | 0           | .000  | 41    | 9.2      | 10       | 1           | 5        | 0     | 1        | 6        | 1     | 0        | 7     | 7        | 6.52     | 1.55    |
| MLB：7年 | MLB：7年 | 314   | 0     | 0     | 0     | 0        | 20    | 15    | 128      | 11          | .571  | 1388  | 330.1    | 277      | 40          | 122      | 16    | 7        | 298      | 13    | 1        | 120   | 106      | 2.89     | 1.21    |

- 各年度の太字はリーグ最高
- MON（モントリオール・エクスポズ）は、2005年にWSH（ワシントン・ナショナルズ）に球団名を変更

### 年度別守備成績
| 年 度 | 球 団 | 投手（P） | 投手（P） | 投手（P） | 投手（P） | 投手（P） | 投手（P） |
| 年 度 | 球 団 | 試 合     | 刺 殺     | 補 殺     | 失 策     | 併 殺     | 守 備 率  |
| ----- | ----- | --------- | --------- | --------- | --------- | --------- | --------- |

### タイトル
- 最多セーブ投手：1回（2005年）
- 最優秀救援投手：1回（2005年）

### 表彰
- ローレイズ・リリーフマン賞：1回（2005年）
- DHL デリバリー・マン・オブ・ザ・マンス：1回（2005年6月）
- ピッチャー・オブ・ザ・マンス：1回（2005年6月）

### 記録
- MLBオールスターゲーム選出：1回（2005年）

### 背番号
- 62（2003年）
- 32（2004年 - 2008年）
- 33（2010年）

## 参考資料
1. 1 2 3  “Chad Cordero 2004 Career Highlights” (英語). 2008年6月1日閲覧。
2. ↑  “Washington Nationals Pitching Leaders - Baseball-Reference.com” (英語). 2008年6月1日閲覧。
3. ↑  “Chad Cordero 2005 Career Highlights” (英語). 2008年6月1日閲覧。
4. ↑  Associated Press, "Nats' Cordero placed on bereavement list," ESPN.com, May 8, 2007.　2007年12月8日閲覧。
5. ↑  “Chad Cordero 2007 Career Highlights” (英語). 2008年6月1日閲覧。
6. ↑  “Hail to the Chief, Cordero Retires” (英語). Saints Baseball. 2011年9月27日時点のオリジナルよりアーカイブ。2012年3月26日閲覧。
7. ↑  出村義和 「23歳C・コルデロがスピード出世できた訳。」 『NumberWeb』、2005年。2007年12月8日閲覧。
8. ↑  友成那智、村上雅則『メジャーリーグ・完全データ選手名鑑2007』廣済堂出版、2007年、300頁頁。ISBN 978-4-331-51213-5。